# Ion Bercea
Ion Bercea (n. 26 decembrie 1930, Găgești, Vrancea – d. 26 decembrie 2011, București) a fost un medic veterinar, membru titular al Academiei Oamenilor de Știință din România, decorat cu premiul "Traian Săvulescu" de către Academia Română în 1991 pentru lucrarea "Spirochetoze suine". A studiat particularitățile leptospirozei la suine. A izolat de la cal o tulpină de Leptospira interrogans, serotip sejroe, inclusă în "Bergey's Manual of Systematic Bacteriology", ed. 1984, sub denumirea de serotip "romanica".

## Biografie

### Studii
După terminarea Facultății de Medicină Veterinară București, în iunie 1953, a funcționat o perioadă scurtă ca medic veterinar militar (medic șef de unitate militară).
Din 9 noiembrie 1953, prin concurs, a devenit doctorand cu frecvență în cadrul Institutului Agronomic București, Facultatea de Medicină Veterinară, moment din care începe și activitatea de cadru didactic universitar.

### Activitatea didactică
În învătământul superior a parcurs toate treptele ierarhice: asistent universitar (1956), șef lucrări (1962), conferențiar universitar (1971) și profesor universitar (1991).
În perioada 1966-1970 a fost prodecan al Facultății de Medicină Veterinară din Bucuresti, iar în perioada 1992-2000 șef al Catedrei de Boli infecțioase, Igienă, Epidemiologie, Legislație sanitară veterinară și Controlul produselor alimentare de origine animală.
În perioada 1954-1956 a fost cercetător stiintific în Institutul Național de Cercetare Dezvoltare pentru Microbiologie și Imunologie „Cantacuzino”.
A fost medic primar veterinar.
În perioada 2000-2008 a fost președinte al Comisiei de Concurs pentru acordarea gradului profesional de "medic primar veterinar", specialitatea "epizootologie", "epidemiologie" sau "diagnostic de laborator".
A fost membru al Consiliului Medical Veterinar Superior începând din 1992 până în 2003 și prin Ordin al Ministrului Agriculturii și Alimentației a fost desemnat după 1990:
- vicepreședinte al Comisiei Națianale de omologare a medicamentelor și produselor biologice de uz veterinar;
- vicepreședinte al Comisiei Naționale de omologare a metodelor și metodologiilor de diagnostic de laborator a bolilor la animale;
- vicepreședinte al Comisiei Naționale de omologare a metodelor și metodologiilor de control a medicamentelor si produselor biologice de uz veterinar;
- membru al următoarelor comisii de specialitate din cadrul Agenției Naționale Sanitare Veterinare: patologie bovină si cabalină; patologie suină; patologie aviară; patologia animalelor de companie.
Din 1977 a fost numit conducător de doctorat specialitatea "Boli infectioase" , având ca doctoranzi medici veterinari din România, Irak, Siria, Pakistan, Liban și Germania.

### Activitatea științifică
Ansamblul investigațiilor întreprinse în peste 50 de ani releva interesul particular pentru patalogia infecțioasă, dintre care se menționează cele privitoare la:
- infecția naturală și experimentală cu diferite serotipuri de leptospire la principalele specii de animale receptive;
- patogeneza avortului leptospiric la scroafă atât consecutiv infectiei naturale, cât și după infecția intrauterină în diferite momente ale dezvoltării embrionului și fetusului;
- particularitățile leptospirozei peri și neonatale la suine;
- elucidarea relațiilor dintre dinamica tabloului clinico-anatomic și cea a  răspunsului imun consecutiv infecției naturale și experimentale la suine;
- elaborarea unor metodologii originale de diagnostic, combatere și profilaxie a leptospirozei porcine;
- relații existente între modificările morfopatologice și răspunsul alergic în tuberculoză;
- relațiile între caracteristicile epizootice și mecanismele de producere a exprimărilor semiologice și morfopatologice în leucozele aviare, grup leucoză-sarcom;
- semnalarea prioritară a reticulo-sarcomului la porc și prezentarea unor aspecte morfopatalogice particulare în limfosarcom la aceeași specie;
- particularitățile morfopatologice decelate radiografic în rinita atrofică a porcului;
- izolarea unei tulpini de Leptospira interrogans, serotip sejroe, de la cal, inclusă în Bergey's Manual of Systematic Bacteriology, ed. 1984, sub denumirea de serotip "romanica";
- prepararea unui antigen leptospiric prin ultrasonare;
- semnalarea și descrierea prioritară a streptocociei purceilor cauzată de serotipurile R și S de Streptococcus suis;
- prepararea și folosirea prioritară a unui vaccin contra streptacociei purceilor cauzată de serotipurile R si S de Streptococcus suis;
- aspectele clinice și morfopatologice, macro- si microscopice ale meningitei streptococice la purcei;
- dinamica și tipul leziunilor în perioada embriogenezei la suine;
- modificări macro- și microscopice decelate la embrionul de găină consecutiv impactului experimental și natural cu diverși agenți bacterieni și virali;
- ontogenia țesutului limfoid la găină;
- particularități ale infecțiilor cu Escherichia coli și diverse serotipuri de Salmonella, singure sau în asociație la găini de reproducție rase grele;
- elaborarea unei metodologii complexe de diagnostic, combatere și profilaxie a colibacilozei la găină;
- prepararea și folosirea prioritară a unui vaccin anticolibacilar polivalent, ultrasonat și adjuvantat pentru păsări.

## Lucrări
- Boli infectioase ale animalelor- Tratat - coordonator I.Bercea, autori   I. Bercea, Al. Mardari, R.Moga-Mânzat, M. Pop, A. Popoviciu, 1981
- Boli infectioase ale animalelor- Bacterioze- I.Bercea, 1978
- Vademecum terapeutic veterinar. E. Licperta, AI. Niculescu, I.Grigorescu, E. Poll, I. Bercea, 1970
- Bolile microbiene si parazitare ale oilor și caprelor. I. Bercea, V.Gogoașă, Al. Grecianu, C. Grigare, I. Popovici, N. Stamatin, 1957
- Leptospirozele animalelor domestice. I. Bercea, 1969
- Bolile infectioase ale animalelor domestice - Lucrări practice - manual universitar. I. Bercea, C. Cure, A. Popoviciu, 1965
- Bolile oilor. E. Poll, H. Bârză, A. Popoviciu, I. Bercea, Tr. Lungu, V. Fromunda, H. Răducănescu, T. Blidariu, FI. Seiciu, 1970
- Îndreptar pentru bolile infecțioase la animale. I. Bercea, C. Cure, A. Popoviciu, 1969
- Vademecum terapeutic veterinar. E. Licperta, AI. Nicolescu, E. Poll, FI. Seiciu, I. Bercea, 1973
- Spirochetoze suine. I. Bercea, G. Dobre, 1988